# Serkalen Taye Watango
Serkalen Taye Watango, née le 16 janvier 2002, est une coureuse cycliste éthiopienne.

## Biographie

### Carrière
Elle obtient la médaille d'or dans la catégorie junior en contre-la-montre par équipes aux Championnats d'Afrique de cyclisme sur route 2019 à Baher Dar. 
Aux Championnats d'Afrique de cyclisme sur route 2021 au Caire, elle remporte la médaille de bronze en contre-la-montre par équipes ainsi qu'en contre-la-montre par équipes mixtes.

## Palmarès
- 2019
  -  Championne d'Afrique du contre-la-montre par équipes juniors
- 2021
  -  Médaillée de bronze du championnat d'Afrique du contre-la-montre par équipes
  -  Médaillée de bronze du championnat d'Afrique du contre-la-montre par équipes mixtes
- 2024
  -  Médaillée de bronze du championnat d'Afrique du contre-la-montre par équipes mixtes